# Бабка-змееварка
«Бабка-змееварка» (нем. Großmutter Schlangenköchin) — немецкая народная баллада об отравлении, сюжет которой распространён в различных фольклорных традициях Европы. Песня впервые опубликована в качестве составляющей второй части романа «Годви, или Каменный портрет матери» (нем. Godwi oder Das steinerne Bild der Mutter; первая часть издана в 1798—1800 годах; вторая в 1801 году) немецкого писателя Клеменса Брентано, одного из главных представителей так называемого гейдельбергского романтизма. Брентано, Ахим фон Арним и их последователи были поклонниками гердеровской идеи «народного духа» и проявляли повышенный интерес к национальной культурно-исторической традиции. Они часто обращались к фольклору как к «подлинному языку» народа, способствующему его объединению.

## Содержание
Баллада представляет собой диалог матери и её дочери Марии. Встревоженная женщина расспрашивает девочку, где она была и почему так поздно вернулась. Мария говорит, что была у бабки, которая кормила её жареной рыбкой, которую та поймала в огороде «Дырявою сетью да ивовой плетью». Чёрную собаку, которая также попробовала угощение, разорвало на тысячи кусков. Испуганная мать спрашивает, где постелить дочери на ночь? Она получает ответ, что на кладбище, в сырой земле.

## История
Баллада впервые была опубликована в 1801 году в главе XIV второй части романа «Годви», первого и единственного романа Брентано. В нём содержатся также некоторые из самых известных его стихотворений («Лорелея», «Голос издалёка», «Сидел рыбак в лодке»). По словам литературоведа Александра Михайлова, в этой юношеской книге представлены разнообразные стихотворения, в которых «ярко раскрылось поэтическое дарование Брентано». По сюжету книги песню поёт главный герой — юноша по имени Мария (чей образ носит явные биографические черты автора) совместно со своей сестрой Софией. В романе Мария отмечал: «Мы всегда пели эту песню, когда у нас было печально на душе; сестра пела за мать, которая расспрашивает дитя, а я, со слезами в голосе, пел за ребёнка; для нас в этой песне заключалось утешение — мы утешались любовью матери и смертью дитяти».
В романе стихотворение приведено без закрепившегося названия «Бабка змееварка»; оно также известно под инципитом «Maria, wo bist du zur Stube gewesen?..» («Мария, куда ты вечор уходила?..» (перевод В. Топорова), «Мария, ты где допоздна загостилась?..» (перевод А. Кочеткова)). По заявлению автора, с этой песней он познакомился ещё в детстве от своей няни. Баллады об отравлениях представлены в других традициях народов Европы (например, британское стихотворение «Лорд Рэндэл»). Рассмотрению данного вопроса была посвящена статья российско-украинского этнографа Николая Сумцова «Народные песни об отравлении змеиным ядом» (1893). Он привёл содержание немецкой песни о Генрихе, который на вопросы матери отвечал, что был в гостях у своей любовницы и съел «пёструю рыбу» (змея). Объедки он отдал собаке, которая сдохла. Умирая, он желает своим родителям всего хорошего, а любовнице умереть (мотив желания счастья близким, а отравительнице адских мук смерти в таких балладах очень характерен для западноевропейской традиции, в отличие от славянских сюжетов). В сборнике песен Людвига Уланда «Старинные верхне- и нижненемецкие песни» (Alte Hoch- und Niederdeutsche Volkslieder; 1844—1845) содержится близкая по сюжету и форме баллада «Мачеха» (Stiefmutter), что по мнению исследователей указывает на народное происхождение стихотворения Брентано.
Российский писатель Сергей Ильин усматривал в короткой «простонародной» балладе отражение ведьминского процесса, причём вполне возможно была осуждена невиновная женщина по обвинению в смерти девочки, отравившейся непонятно чем. Ильин указывал на то, что многое в песне остаётся неизвестным (мотивы, поведение персонажей), что придаёт дополнительный интерес истории. Баллада производит большое впечатление и он даже сравнивает её с «Фаустом» Иоганна Вольфганга Гёте:
…но странная вещь! если бы всю эту жуткую запутанную историю мастерски изложить в соответствующем ей жанре — каком именно? впрочем, это нас не касается — то полутёмный свет искусства, забрезживший от неизбежного и равномерного освещения всех её сюжетных изгибов, быть может только ослабил бы общее впечатление от неё, вместо того чтобы его усилить: да наверняка так и было бы, потому что именно по части общего впечатления эта крошечная вещица ничем не уступит даже гетевскому «Фаусту».